# 福祉医療機構
独立行政法人福祉医療機構（ふくしいりょうきこう、英語: Welfare And Medical Service Agency, 略称WAM）は、厚生労働省・こども家庭庁所管の独立行政法人（中期目標管理法人）である。独立行政法人福祉医療機構法を根拠法とする。
- 独立行政法人福祉医療機構法について、以下では条数のみ記す。

## 目的・事業
社会福祉事業施設及び病院、診療所等の設置等に必要な資金の融通並びにこれらの施設に関する経営指導、社会福祉事業に関する必要な助成、社会福祉施設職員等退職手当共済制度の運営、心身障害者扶養保険事業等を行い、もって福祉の増進並びに医療の普及及び向上を図ることを目的とする（第3条）。
機構は、この目的を達成するため、以下の業務を行う（第12条）。前身組織以来の貸付業務が主な業務となっている。
1. 社会福祉事業施設（社会福祉法第2条に規定する社会福祉事業に係る施設その他これに準ずる施設で政令で定めるものをいう。）を設置し、又は経営する社会福祉法人その他政令で定める者に対し、社会福祉事業施設の設置、整備又は経営に必要な資金を貸し付けること。
  - 「政令で定める施設」とは、以下のとおりである（施行令第1条）。
    1. 更生保護事業法第2条1項に規定する更生保護事業に係る施設
    2. 老人福祉法第29条1項に規定する有料老人ホームであって、厚生労働大臣の定める基準に適合するもの
    3. 老人に対して、各種の相談に応ずるとともに、教養の向上及びレクリエーションのための便宜を総合的に供与する施設（老人福祉法第20条の7に規定する老人福祉センターを除く。）であって、地域における医療及び介護の総合的な確保の促進に関する法律第19条に規定する認定計画に従って整備されるもの
    4. イに掲げる施設のうち、ロに掲げる施設が併せて設置されるものであって、認定計画に従って整備されるもの
      - イ.身体上若しくは精神上の障害があって日常生活を営むのに支障がある老人又はその者を現に養護する者を通わせ、入浴若しくは給食又は介護方法の指導その他の厚生労働省令で定める便宜を供与する施設
      - ロ.身体上又は精神上の障害があって日常生活を営むのに支障がある老人につきその者の居宅において入浴、排せつ、食事等の介護を行う事業のために必要な施設

    5. 児童福祉法第59条の2第1項に規定する施設であって、厚生労働大臣の定める基準に適合するもの

  - 「政令で定める者」とは、以下のとおりである（施行令第2条）。
    1. 老人福祉法第20条の6に規定する軽費老人ホームであって、当該軽費老人ホームに入所している者がその心身の状況に応じた適切な保健サービス又は福祉サービスを受けられるよう入所者と保健サービス又は福祉サービスを提供する者との連絡調整を行い、かつ、その設備及び運営方法が厚生労働大臣の定める基準に適合するものを設置し、又は経営する医療法人
    2. 医療法第42条7号に規定する厚生労働大臣が定める事業のうち、別に厚生労働大臣が定める事業を行う医療法人
    3. 就学前の子どもに関する教育、保育等の総合的な提供の推進に関する法律第2条7項に規定する幼保連携型認定こども園を設置し、又は経営する学校法人
    4. 身体障害者福祉法第5条1項に規定する身体障害者社会参加支援施設を設置し、又は経営する一般社団法人又は一般財団法人
    5. 障害者の日常生活及び社会生活を総合的に支援するための法律第36条1項の指定障害福祉サービス事業者（同法第5条2項の居宅介護、同条3項の重度訪問介護、同条7項の生活介護、同条第8項の短期入所、同条9項の重度障害者等包括支援、同条12項の自立訓練、同条13項の就労移行支援、同条14項の就労継続支援、同条15項の就労定着支援、同条16項の自立生活援助又は同条17項の共同生活援助のうち、厚生労働大臣が定めるサービスを行うものに限る。）である法人（国及び地方公共団体を除く。以下この条において同じ。）
    6. 障害者の日常生活及び社会生活を総合的に支援するための法律第38条1項に規定する指定障害者支援施設のうち厚生労働大臣が定めるサービスを行うものを設置し、又は経営する一般社団法人又は一般財団法人
    7. 障害者の日常生活及び社会生活を総合的に支援するための法律第5条18項の一般相談支援事業又は特定相談支援事業を行う施設、同条27項の地域活動支援センター及び同条28項の福祉ホームを設置し、又は経営する一般社団法人又は一般財団法人
    8. 生活保護法第30条1項ただし書に規定する日常生活支援住居施設を設置し、又は経営する医療法人、一般社団法人、一般財団法人又は特定非営利活動促進法第2条2項に規定する特定非営利活動法人
    9. 前条第2号に掲げる施設を設置し、又は経営する医療法人、一般社団法人、一般財団法人、営利を目的とする法人その他厚生労働大臣の定める者
    10. 前条第3号又は第4号に掲げる施設を設置し、又は経営する一般社団法人若しくは一般財団法人又は営利を目的とする法人
    11. 老人福祉法第5条の2第3項に規定する老人デイサービス事業、同条4項に規定する老人短期入所事業、同条5項に規定する小規模多機能型居宅介護事業、同条6項に規定する認知症対応型老人共同生活援助事業若しくは同条7項に規定する複合型サービス福祉事業を行う法人又は同法第20条の2の2に規定する老人デイサービスセンター若しくは同法第20条の3に規定する老人短期入所施設を設置し、若しくは経営する法人
    12. 児童福祉法第21条の5の3第1項に規定する指定障害児通所支援事業者である法人又は同法第39条1項に規定する保育所を設置し、若しくは経営する法人
    13. 児童福祉法第6条の3第2項に規定する放課後児童健全育成事業又は同条10項に規定する小規模保育事業を行う法人
    14. 前条第5号に掲げる施設を設置し、又は経営する法人
2. 病院、診療所、薬局その他政令で定める施設を開設する個人又は医療法人、一般社団法人若しくは一般財団法人その他政令で定める法人に対し、病院等（病院等の経営に関し必要な附属施設を含むものとし、薬局にあっては、調剤のために必要な施設に限る。）の設置、整備又は経営に必要な資金を貸し付けること。
  - 「政令で定める施設」とは、以下のとおりである（施行令第3条）。
    1. 助産所
    2. 歯科技工所
    3. 衛生検査所
    4. 施術所（あん摩マッサージ指圧師、はり師、きゅう師又は柔道整復師がその業務を行う場所をいう。）
    5. 助産師、看護師、准看護師、理学療法士、作業療法士、臨床工学技士、義肢装具士、救急救命士、歯科衛生士、あん摩マッサージ指圧師、はり師、きゅう師又は柔道整復師を養成する施設
    6. 疾病予防のために有酸素運動を行わせる施設であって、診療所が附置され、かつ、その職員、設備及び運営方法が厚生労働大臣の定める基準に適合するもの
    7. 疾病予防のために温泉を利用させる施設であって、有酸素運動を行う場所を有し、かつ、その職員、設備及び運営方法が厚生労働大臣の定める基準に適合するもの

  - 「政令で定める法人」とは、以下のとおりである（施行令第4条）。
    1. 病院又は診療所を開設する社会福祉法人であって、その開設する病院又は診療所の経営を主たる事業とするもの
    2. 医学又は歯学の学部を置く大学を設置する学校法人であって、病院又は診療所を開設するもの（次号に掲げるものを除く。）
    3. 保健医療に関する教育研究を行う学部又は学科を置く大学を設置する学校法人であって、独立行政法人国立病院機構法附則第14条の規定による廃止前の国立病院等の再編成に伴う特別措置に関する法律第2条1項、第2条の2若しくは第3条の規定により国から無償若しくは減額した価額で同法第1条に規定する国立病院等の資産の譲渡を受けて、又は独立行政法人国立病院機構から資産の譲渡を受けて病院又は診療所を開設するもの
    4. 前三号に掲げるもののほか、病院又は診療所を開設する者であって、健康保険組合、農業協同組合、宗教法人その他の厚生労働大臣の定めるもの（第10号において「特定病院等開設者」という。）
    5. 薬局を開設する法人であって、その開設する薬局の経営を主たる事業とするもの
    6. 助産所を開設する社会福祉法人
    7. 歯科技工所を開設する法人であって、その開設する歯科技工所の経営を主たる事業とするもの
    8. 衛生検査所を開設する法人であって、その開設する衛生検査所の経営を主たる事業とするもの
    9. 施術所を開設する法人であって、その開設する施術所の経営を主たる事業とするもの
    10. 前条第5号に掲げる施設を開設する社会福祉法人又は特定病院等開設者
    11. 前条第6号又は第7号に掲げる施設を開設する者であって、次に掲げるもの
      - 社会福祉法人
      - 営利を目的とする法人
      - 第4号の厚生労働大臣の定める者
3. 指定訪問看護事業及び介護予防サービス事業（介護予防訪問看護を行う事業に限る。）をいう。）を行う医療法人その他政令で定める者に対し、必要な資金を貸し付けること。
4. 社会福祉事業施設の設置者等又は病院等の開設者に対し、社会福祉事業施設又は病院等の経営の診断又は指導を行うこと。
  - 経営サポートセンターが福祉・医療施設における経営の安定化と効率化、課題解決、そして政策に即した取組みの推進等を行っている[3]
5. 身体上又は精神上の障害があることにより日常生活を営むのに支障がある者につきその者の居宅において入浴、排せつ、食事等の介護を行う事業その他のその者が居宅において日常生活を営むのに必要な便宜を供与する事業であって政令で定めるものを行う者に対し、必要な資金を貸し付けること。
6. 社会福祉事業施設の職員等社会福祉事業に関する事務に従事する者の研修、福利厚生その他社会福祉事業の振興上必要と認められる事業を行う者に対し、必要な資金を貸し付けること。
7. 社会福祉振興事業を行う者に対し、助成を行うこと[4]。
8. 社会福祉事業に関する調査研究、知識の普及及び研修を行うこと。
9. 社会福祉施設職員等退職手当共済法の規定による退職手当金の支給に関する業務を行うこと[5]。
10. 地方公共団体が心身障害者扶養共済制度の加入者に対して負う共済責任を保険する事業に関する業務を行うこと[6]。
11. 福祉及び保健医療に関する情報システムの整備及び管理を行うこと。
  - 「WAM NET」（インターネットによる福祉保健医療情報サービス事業）及びSNS等による情報提供を行っている[7]。
12. 前各号に掲げる業務に附帯する業務を行うこと。

2019年（令和元年）より、旧優生保護法一時金支払等業務、ハンセン病元患者家族補償金支払等業務について、国からの委託を受けて支払業務を行っている（旧優生保護法に基づく優生手術等を受けた者に対する一時金の支給等に関する法律第27条、ハンセン病元患者家族に対する補償金の支給等に関する法律第26条）。
厚生労働大臣は、災害の発生、経済事情の急激な変動その他の事情が生じた場合において、福祉又は医療に係るサービスの安定的な提供を図るため緊急の必要があると認めるときは、機構に対し、必要な措置をとることを求めることができ、機構は、厚生労働大臣から求めがあったときは、正当な理由がない限り、その求めに応じなければならない（第24条1項）。
2001年（平成13年）より実施してきた、厚生年金保険法、国民年金法に基づき支給される年金たる給付の受給権を担保として小口の資金の貸付けを行う事業（同年に解散した年金福祉事業団の事業を引き継いだ）及び2004年（平成16年）より実施してきた労働者災害補償保険法に基づき支給される年金たる給付の受給権を担保として小口の資金の貸付けを行う事業（同年に解散した労働福祉事業団の事業を引き継いだ）については、2022年（令和4年）3月末をもって新規の申込受付は終了し、以後は債権管理回収業務に集中する。行政刷新会議における2010年（平成22年）の事業仕分けにおいて「廃止」の判定がなされていて、段階的に事業の縮小が行われてきていた。

## 沿革
機構のルーツは、1954年（昭和29年）に設立され福祉事業貸付を行っていた社会福祉事業振興会と、1960年（昭和35年）に設立され医療事業貸付を行っていた医療金融公庫に遡る。両組織は政策金融面で日本の社会保障の整備とともに歩んできた機関であるが、1983年（昭和58年）の第二次臨時行政調査会による答申では社会福祉事業振興会と医療金融公庫の統合が提言され、1984年（昭和59年）に社会福祉・医療事業団法が公布された。これに従って1985年（昭和60年）1月1日に両組織を統合して社会福祉・医療事業団が発足した。
2001年（平成13年）、特殊法人等改革推進本部が「特殊法人等整理合理化計画」において、社会福祉・医療事業団を独立行政法人化する方針を決定し、2002年（平成14年）に独立行政法人福祉医療機構法が公布された。これに従って、2003年（平成15年）10月1日 に社会福祉・医療事業団を改組する形で独立行政法人福祉医療機構が設立された。2023年（令和5年）4月就任の現理事長は、ニッセイ・リース取締役執行役員を務めた松縄正。

## 不祥事

### 元理事による違法な融資の仲介
2024年9月18日、貸金業者の登録を受けずに福祉医療機構からの新型コロナウイルス対策の融資を仲介したとして、警視庁は同機構の元理事ら男3人を貸金業法違反（無登録営業）の疑いで逮捕した。発表によると、3人は2020年3月から8月頃、無登録で貸金業を営み、都内などの医療法人や社会福祉法人の計5法人に機構から計約10億円の融資を受けるよう勧誘し、融資を仲介した疑い。3人は「機構元理事の口利きで便宜を図る」「審査の優先順位を上げ、確実に融資を受けられる」と持ちかけ、約1億1000万円の手数料を得ていた。元理事は半額ほどを受け取り、私的に使っていたという。また捜査関係者によると、元理事は機構担当者から非公開の融資条件を聞き出し、上限に近い融資額で申込書を作成していたという。
10月9日、東京地検は元理事ら3人を貸金業法違反罪で起訴した。